# Caricelea wayrapata
Caricelea wayrapata är en spindelart som beskrevs av Silva och Arno Antonio Lise 2007. Caricelea wayrapata ingår i släktet Caricelea och familjen Trechaleidae.
Artens utbredningsområde är Peru. Inga underarter finns listade.